# Carl Goslich
Carl Goslich, auch Karl Goslich (* 3. März 1852 in Zielenzig, Kreis Sternberg; † 1936 in Berlin) war ein deutscher Chemiker und Unternehmensleiter. Er war ab 1890 Betriebsdirektor, ab 1893 Vorstandsmitglied der Stettiner Portland Cement Fabrik. 
Geboren in eine Juristenfamilie, wuchs Goslich in Aschersleben auf, wo er 1871 die Reifeprüfung an der Realschule bestand. In Berlin leistete er Militärdienst beim 2. Garde-Regiment zu Fuß und studierte von 1871 bis 1874 Chemie an der Gewerbeakademie Berlin. 1874 wechselte er an die Universität Greifswald, wo er 1875 mit einer Dissertation aus dem Bereich der Chemie zum Dr. phil. promoviert wurde. 
1876 ging Goslich zur Stettiner Portland Cement Fabrik in Züllchow bei Stettin, an der er sein ganzes Berufsleben hindurch wirken sollte. Er begann als Betriebschemiker und Assistent des Direktors Hugo Delbrück, der bislang die Analysen der Rohstoffe selbst durchgeführt hatte. 1890 wurde Goslich Betriebsdirektor der Fabrik. Als Delbrück 1892 in den Aufsichtsrat wechselte, wurde Goslich 1893 Vorstandsmitglied. 
Neben seiner Tätigkeit in der Fabrik wirkte Goslich im Verein Deutscher Portland-Cement-Fabrikanten. Er war ab 1899 Vorstandsmitglied des Vereins, ab 1909 stellvertretender Vorsitzender. Ferner war er Mitglied im Deutschen Ausschuss für Eisenbeton und im Moorausschuss, der das Verhalten von Beton im Moor
erforschte. Ebenfalls als Nachfolger von Hugo Delbrück war er Vorsitzender der Polytechnischen Gesellschaft zu Stettin.  
1917 trat Goslich in den Ruhestand und zog nach Berlin; den Umzug machte er auf einem Zementkahn. Er legte auch die meisten seiner Ehrenämter nieder und studierte an der Friedrich-Wilhelms-Universität Berlin Geschichte und Kunstgeschichte. 
Goslich wurde mit dem Roten Adlerorden 4. Klasse ausgezeichnet. Die Technische Hochschule Dresden ernannte ihn 1924 zum Dr.-Ing. h. c. Er war verheiratet; seine Frau war die Tochter eines Stettiner Oberlehrers. Sein Sohn war der Musiker Siegfried Goslich.

## Schriften
- Geschichte der Stettiner Portland-Cement-Fabrik 1855–1905. Susenbeth, Stettin 1905 (Online).